# Safia phaeobasalis
Safia phaeobasalis là một loài bướm đêm trong họ Noctuidae.